# Tricorynus texanus
Tricorynus texanus är en skalbaggsart som beskrevs av White 1965. Tricorynus texanus ingår i släktet Tricorynus och familjen trägnagare. Inga underarter finns listade i Catalogue of Life.